# Leigh Bardugo
Leigh Bardugo, née le 6 avril 1975 à Jérusalem, est une autrice américaine de romans jeune adulte de fantasy, principalement connue pour la duologie Six of Crows et la trilogie Grisha, qui se sont vendues à plus de deux millions d'exemplaires.

## Biographie

### Jeunesse
Leigh Bardugo est née à Jérusalem en Israël et a grandi à Los Angeles où elle a été élevée par ses grands-parents. Elle a étudié à l'université Yale où elle a obtenu son diplôme en anglais en 1997,. Avant de publier son premier roman, elle a travaillé dans la rédaction, le journalisme, le maquillage et les effets spéciaux,. 

### Carrière littéraire
Le premier roman de Leigh Bardugo, premier tome de la trilogie Grisha, intitulé Shadow and Bone aux États-Unis et The Gathering Dark au Royaume-Uni (Les Orphelins du royaume en français) a été publié en 2012 par Macmillan Publishers. Elle a signé avec son agent Joanne Volpe et signé un contrat de trois livres avec Henry Holt/Macmillan moins de 30 jours après sa première demande. Ce premier livre a été nommé pour le Romantic Times Book Awards, l'award du livre pour enfant de Caroline du Sud et reçu une critique dans le New York Times,. Le roman fut placé 8e sur la liste des meilleures ventes du New York Times et David Heyman et DreamWorks ont gagné les droits d'auteurs de ce livre afin de produire un film. 
Les livres suivants de la trilogie Siege and Storm (Le Dragon de glace en français) et Ruin and Rising (L'Oiseau de feu en français) ont été publiés par Macmillan en 2013 et 2014 respectivement. La trilogie Grisha a été vendue dans plus de 22 pays. 
Dans le même univers que la trilogie Grisha, souvent appelée « Grishaverse » on y trouve la duologie Six of Crows qui a été publié par Macmillan en 2015 et 2016. Six of Crows a été nommé comme livre remarquable par le New York Times et meilleur choix de l'ALA-YALSA en 2016. On y retrouve également Le Chant des ronces, un recueil de contes de fées et de contes populaires originaires de l'univers Grisha, a été publiée par Macmillan en 2017. 
En 2016, il a été annoncé que Leigh Bardugo écrirait le premier livre de la série de quatre livres DC Icons, une adaptation des plus grands super-héros de DC Comics. Wonder Woman: Warbringer a été publié par Penguin Random House en 2017. 
Leigh Bardugo a également publié des essais et des nouvelles dans plusieurs collections d'anthologies, dont Last Night A Superhero Saved My Life, Slasher Girls and Monster Boys, ainsi que Summer Days and Summer Nights . Ses livres ont été traduits en 22 langues et publiés dans plus de 50 pays. 
2019 voit la publication de son premier roman adulte, La Neuvième Maison (Ninth House). Au mois de juillet, elle reçoit le prix Inkpot lors du Comic-Con de San Diego, pour l'ensemble de son œuvre.

### Adaptations
En janvier 2019, Netflix a commandé une série de huit épisodes basée sur les livres de l'univers de Grisha, nommée Shadow and Bone : La saga Grisha.

### Vie privée
Dans la section remerciements de Six of Crows, Leigh Bardugo révèle qu'elle souffre d'ostéonécrose et qu'elle a parfois besoin d'utiliser une canne. Elle est également chanteuse dans le groupe Captain Automatic. 

## Œuvres

### UniversGrisha

#### SérieGrisha
1. Les Orphelins du royaume, Castelmore, 2013 ((en) Shadow and Bone, 2012), trad. Nenad Savic, 313 p.  (ISBN 978-2-36231-091-1)Publié au Royaume-Uni sous le titre The Gathering Dark. Réédition sous le titre Grisha, Milan, 2017, 339 p. (ISBN 978-2-7459-9552-0) puis sous le titre Shadow and Bone, Milan, 2021, 352 p. (ISBN 978-2-408-02451-2)
2. Le Dragon de glace, Milan, 2018 ((en) Siege and Storm, 2013), trad. Anath Riveline, 433 p.  (ISBN 978-2-7459-9762-3)
3. L'Oiseau de feu, Milan, 2018 ((en) Ruin and Rising, 2014), trad. Anath Riveline, 429 p.  (ISBN 978-2-7459-9763-0)

- Demon in the Wood : Le Secret du Darkling, Milan, 2023 ((en) The Demon in the Wood, 2015), trad. Anath Riveline, 208 p.  (ISBN 978-2-408-04338-4)

#### SérieSix of Crows
1. Six of Crows, Milan, 2016 ((en) Six of Crows, 2015), trad. Anath Riveline, 564 p.  (ISBN 978-2-7459-7862-2)Réédition Le Livre de poche jeunesse, 2017, 562 p. (ISBN 978-2-01-626537-6)
2. La Cité corrompue, Milan, 2017 ((en) Crooked Kingdom, 2016), trad. Anath Riveline, 661 p.  (ISBN 978-2-7459-7863-9)Réédition Le Livre de poche jeunesse, 2018, 661 p. (ISBN 978-2-01-703837-5)

#### SérieKing of Scars
1. King of Scars, Milan, 2019 ((en) King of Scars, 2019), trad. Anath Riveline, 528 p.  (ISBN 978-2-408-01373-8)Réédition Le Livre de poche jeunesse, 2023, 528 p. (ISBN 978-2-01-788129-2)
2. Le Règne des loups, Milan, 2021 ((en) Rule of Wolves, 2021), trad. Anath Riveline, 600 p.  (ISBN 978-2-408-01374-5)Réédition Le Livre de poche jeunesse, 2023, 592 p. (ISBN 978-2-01-724023-5)

#### Recueils de nouvelles
- Le Chant des ronces : Contes de minuit et autres magies sanglantes, Milan, 2017 ((en) The Language of Thorns: Midnight Tales and Dangerous Magic, 2017), trad. Anath Riveline, 248 p.  (ISBN 978-2-408-00472-9)Réédition Le Livre de poche jeunesse, 2023, 288 p. (ISBN 978-2-01-723293-3)
- The Lives of saints : Mythes et miracles du Grishaverse, Milan, 2021 ((en) The Lives of Saints, 2020), trad. Anath Riveline, 128 p.  (ISBN 978-2-408-03386-6)

### SérieAlex Stern
1. La Neuvième Maison, De Saxus, 2020 ((en) Ninth House, 2019), trad. Sébastien Guillot, 534 p.  (ISBN 978-2-37876-065-6)Réédition J'ai lu, coll. « Imaginaire » no 13483, 2022, 608 p. (ISBN 978-2-290-36425-3)
2. Jusqu'en enfer, De Saxus, 2023 ((en) Hell Bent, 2023), trad. Sébastien Guillot, 544 p.  (ISBN 978-2-37876-227-8)Réédition J'ai lu, coll. « Imaginaire » no 14166, 2024, 608 p. (ISBN 978-2-290-36424-6)

### Romans indépendants
- Wonder Woman : Warbringer, Bayard, 2017 ((en) Wonder Woman: Warbringer[20], 2017), trad. Marion Roman, 585 p.  (ISBN 978-2-7470-8186-3)Réédition le Livre de poche jeunesse, 2018, 585 p. (ISBN 978-2-01-704359-1)
- Le Familier, Sabran, 2024 ((en) The Familiar, 2024), trad. Raphaëlle O'Brien-Pache, 448 p.  (ISBN 978-2-38560-045-7)

### Nouvelles parues dans des anthologies
- (en) Verse Chorus Verse, 2015Parue dans l'anthologie Slasher Girls and Monster Boys
- (en) We are not Amazons, 2016Parue dans l'anthologie Last Night A Superhero Saved My Life
- (en) Head, Scales, Tongue, and Tail, 2016Parue dans l'anthologie Summer Days and Summer Nights